# Campylostachys cernua
Campylostachys es un género monotípico de fanerógamas perteneciente a la familia Stilbaceae. Su única especie, Campylostachys cernua, es originaria de Sudáfrica.

## Descripción
Es  un arbusto enano, que alcanza un tamaño de 20 - 70 cm de alto, las ramas erguidas, cilíndricas, pubescentes o poco pubérulas, las hojas en verticilos de 4-6, erectas,  o algo curvadas, linear-subuladas, estrechadose en la base, minuciosamente apiculadas. La inflorescencia en pico subgloboso, con brácteas ampliamente cuneadas, membranosas y cubiertas por debajo.

## Taxonomía
Campylostachys cernua fue descrita por (L.f.) Kunth y publicado en Abhandlungen der Königlichen Akademie der Wissenschaften zu Berlin 201, en el año 1831.
Sinonimia
- Ptyxostoma quadrifidum Kuntze (1898)
- Lonchostoma quadrifidum (Kuntze) K.Schum. (1900)[3]
- Stilbe cernua L.f. basónimo[4]